# Папия
Папия (др.-греч. παπίας или др.-греч. παππίας, букв. папочка, батюшка) — должность при дворе византийского императора. В ведении папии находились дворцовые постройки, он хранил ключи и открывал ворота, в том числе от дворцовой тюрьмы. Должность папии была зарезервирована для евнухов в чине протоспафария. Основные сведения об обязанностях папии и его подчинённых содержатся в тактиконе Клиторологии Филофея и трактате «О церемониях».
По мнению русского византиниста Дмитрия Беляева, опиравшегося на догадки Шарля Дюканжа, сами византийцы считали слово «папия» произошедшим из латинского языка и родственным лат. pater и употребляли его в том же смысле, что и применительно к папе римскому и патриарху Александрийскому. По мнению немецкого филолога-классика XVIII века Иоганна Рейске этимологически название должности было связано с арабским словом, обозначавшим дверь. Папия, в чей ответственности находились помещения Большого дворца, в которых жил император и его семья, то есть Хрисотриклиний с примыкающими покоями (др.-греч. Κοιτών) и ведущими к нему залами (Лавсиак и Юстиниана) и входами, назывался «великим», др.-греч. ό μέγας παπίας или собственными папией императорского дворца или просто папией, тогда как остальные папии назывались с указанием соответствующего дворца. Согласно Филофею, папии Большого дворца, Магнавры и Дафны назначались на свои должности непосредственно императором.
В правление Аморийской и Македонской династий папии были одними из важнейших чиновников дворца, от преданности которого зависела жизнь монарха. Первым папией, известным по имени, был протоспафарий Иаков, упоминаемый в «Хронографии» Феофана Исповедника под 6272 (780) годом. В правление императора Льва IV он подвергся аресту за почитание икон, что могло интерпретироваться как признак отсутствия лояльности. Великий папия, имея в своих руках ключи от всех входов во дворец, ежедневно после заутрени (в первом часу дня по византийскому счёту, в 7 утра по современному), в определённом порядке и в различных церемониальных облачениях открывал двери Дворца. В этом ему помогали сопровождавшие его дежурные этерии и собственные подчинённые, недельные (др.-греч. ἑβδομαδάριοι) диэтарии со своим примикирием. Папия имел возможность выпустить из под стражи опасных преступников или впустить во дворец заговорщиков, что и произошло при низвержении императора Льва V в 820 году, или же попытаться воспрепятствовать, как это было (неудачно) после убийства Михаила III, когда папия не смог задержать вход во дворец Василия Македонянина.
Помимо отпирания и запирания дверей, на папии лежали и другие обязанности. В воскресные дни он вводил в Хрисотриклиний хрисотриклинитов, то есть протоспафариев, стоявших на страже за западной раздвижной занавесью этой залы. В будние дни папия вместе со своим помощником девтеросом (др.-греч. δεύτερος, «второй»), стоял у той же занавеси в ожидании распоряжений императора и вызывал по его приказу логофета дрома, а по окончании воскресного и утреннего приёма выпускал собравшихся. Перед большими торжественными обрядами в Хрисотриклинии папия трижды обходил с кадилом проход перед троном, а затем докладывал о прибытии патриарха.
Помимо жалования и платы за присвоение должности с подчинённых чиновников папия имел привилегию перед Первым Спасом брать из дворцовой ризницы особо чтимый крест, носить его по дворцовым зданиям и по домам благочестивых и богатых сановников, получая за это вознаграждение.
Как следует из «Трактата о должностях», в палеологовский период должность папии утратила содержательное наполнение и стала почётным титулом, присваиваемого не обязательно евнухам. При Андронике II (1282—1328) папиями были Михаил Дука Глабас Тарханиот и один из Гумбертопулов. также папией был Константин Палеолог, сын Михаила Кутрулиса.